# Tricorne de Marans
El Tricorne de Marans (literalmente “Tricornio de Marans”) es un queso francés de pasta blanda producido en el departamento de Charente Marítimo. Fabricado a base de leche cruda de oveja, a veces a base de leche de cabra y, más raramente, utilizando leche de vaca, se puede consumir fresco o curado.  Moldeado en moldes de madera triangulares (de ahí su nombre) es una especialidad de la ciudad de Marans.
Un antepasado de este queso se menciona en escritos del siglo siglo XVII con el nombre de Trébêche», « Sableau» o « Trois-Cornes». De un espesor de tres centímetros y un peso aproximado de 180 a 200 gramos, tiene forma triangular cubierto con una corteza de color blanco o marfil. Contiene entre un 45 a un 50% de grasa. Fresco, se puede consumir acompañado de ajos, y/o finas hierbas; curado se consume tal cual.
Su proceso de elaboración es tradicional. A la leche se le agrega suero de la víspera, y se le añade cuajo. Puesto a escurrir durante al menos 48 horas (dándole la vuelta una vez), tras lo cual se sala por ambos lados. Parte de la producción se vende fresco, el resto se madura en bodegas durante al menos tres semanas.